# Jon Dahl Tomasson
Jon Dahl Tomasson (Koppenhága, 1976. augusztus 29. –) korábbi válogatott dán labdarúgó, labdarúgóedző. 2002-ben és 2004-ben az év dán labdarúgója. Az AC Milan csapatával 2003-ban UEFA-bajnokok ligája győztes.

## Pályafutása

### Kezdetek
Tomasson a fővárosban, Koppenhágában született, Bjarne Tomasson és Leila Dahl Petersen gyermekeként. Ötévesen kezdett el játszani a Solrød BK nevű klubban. Nem sokkal később a környék legnagyobb csapata, a Køge BK játékosa lett. A felnőtt bajnokságban 1992-ben mutatkozhatott be, pont amikor a csapat feljutott a harmadosztályba.
Ekkor ő volt a dán labdarúgás egyik legnagyobb tehetsége, a különböző utánpótlás-válogatottakban 37 meccsen összesen 27 gólt szerzett, 1994-ben pedig megválasztották a legjobb 19 éven aluli labdarúgónak is.

### Heerenveen
1994 decemberében lett a holland élvonalbeli SC Heerenveen játékosa. Első idényében stabil kezdő volt, és 14 találatával a klub házi gólkirálya lett. A következő idényben megismételte ezt a teljesítményt, immár 18 góllal. A Heerenveen játékosaként mutatkozhatott be a válogatottban, Horvátország ellen.

### Newcastle
1997-ben a nagynevű Newcastle-höz igazolt. Itt lett belőle csatár, ugyanis korábban a támadó középpályás posztján játszott. Itt nem ment jól neki, ugyanis sokszor kimaradt a kezdőcsapatból, és végül mindössze 3 góllal zárt 23 összecsapáson. A kevés játéklehetőség miatt nem volt ott az 1998-as vb-re utazó dán keretben.

### Feyenoord
1998-ban, a világbajnokság után visszatért Hollandiába, a Feyenoord játékosa lett. Itt ismét középpályásként szerepelt. Első szezonja rendkívül sikeres volt, ugyanis a rotterdami csapat bajnoki címet szerzett. Ekkor ismét bekerült a válogatottba, részben klubjában nyújtott teljesítménye, részben az Eb-selejtezőkön lőtt hat gólja miatt. A 2000-es Eb-n mindhárom meccsen játszott, azonban a dánok a csoportkör után kiestek.
2002-ben nagyon fontos részt vállalt a Feyenoord 26 év utáni első nemzetközi kupagyőzelmében. Az UEFA-kupában nagyszerű kettőst alkottak Pierre van Hooijdonkkal, és a klub több nagy csapaton is túljutott. Nem tudta megállítani a Feyenoordot sem a Freiburg, sem a Rangers, sem a PSV Eindhoven, sem az Internazionale, a döntőben pedig a Borussia Dortmund esett a Feyenoord áldozatául. A döntőben ő szerezte csapata harmadik gólját, később pedig a meccs legjobbjának is megválasztották. Nyáron a 2002-es vb-n szerepelt, ahol négy meccsen négy gólt szerzett.

### Milan
A világbajnokság után, mivel nem hosszabbította meg szerződését, ingyen igazolta le őt az AC Milan. Első szezonjában kupát nyert a milánóiakkal. Legtöbbször csereként lépett pályára, azonban a BL-ben így is szerzett három gólt, amit a Milan egyébként meg is nyert. A következő szezonban már több játéklehetőséget kapott, ezt meghálálva 12 góllal zárta az idényt. A 2004-es Európa-bajnokságon három gólt szerzett, és beválasztották a torna All Star-csapatába is.
A következő évben ismét kiszorult a Milan kezdőcsapatából. Ebben az évben a Milan ismét bejutott a BL-döntőbe, ahol Tomasson csereként lépett pályára. Hiába talált be, a Milan végül a büntetőpárbaj után kikapott. A szintén csatár Christian Vieri érkezésével távozott Olaszországból.

### Stuttgart, Villarreal
2005-ben, válogatottbeli csapattársával, Jesper Grønkjærral együtt a VfB Stuttgarthoz igazolt. Bár ő maga jól játszott, a svábok csak a kilencedik helyen végeztek. Grønkjær az idény végén távozott, Tomassont az angol Birminghammel hozták kapcsolatba, ám ő végül maradt.
2007 telén a Stuttgart kölcsönadta a Villarrealnak, a sérült Nihat Kahvecit helyettesítendő. Első meccsét a Real Madrid ellen játszotta. Pályára lépésével azon kevés játékos egyike lett, akik mind a négy európai top bajnokságban (angol, német, olasz, spanyol) játszottak. Az első négy ilyen játékos Florin Răducioiu, Gheorghe Popescu, Abel Xavier és Pierre Wome voltak.
Miután kölcsönszerződése lejárt visszatért Németországba, azonban nem sokkal később már ismét a Villarreallal edzett, miután a német csapatban csak a tartalékcsapatban kapott szerepet. Ez az éve nem sikerült jól, ugyanis mindössze három gólt szerzett.

### Ismét Feyenoord
A csalódást keltő spanyol bajnoki szezon után a Marca nevű sportnapilap kapcsolatba hozta őt korábbi klubjával, a Feyenoorddal, ám ezt ekkor még tagadta. Júliusban a spekulációk végül beigazolódtak, Tomasson hároméves szerződést írt alá a csapattal. Régi-új csapatánál nagyszerűen kezdett, első három meccsén négyszer is betalált. Augusztus 15-én megszerezte 103. Eredivisie-gólját, ezzel a holland élvonal legeredményesebb dán gólszerzője lett.

## Karrierje statisztikái

### Klub
| Teljesítmény klubjában | Teljesítmény klubjában | Teljesítmény klubjában | Bajnokság | Bajnokság                           | Kupa         | Kupa         | Ligakupa           | Ligakupa           | Nemzetközi | Nemzetközi | Összesen | Összesen |
| Szezon                 | Klub                   | Bajnokság              | Mérk.     | Gól                                 | Mérk.        | Gól          | Mérk.              | Gól                | Mérk.      | Gól        | Mérk.    | Gól      |
| ---------------------- | ---------------------- | ---------------------- | --------- | ----------------------------------- | ------------ | ------------ | ------------------ | ------------------ | ---------- | ---------- | -------- | -------- |
| 1991-92                | Køge                   | Superliga              | 2         | 0                                   |              |              |                    |                    |            |            |          |          |
| 1992-93                | Køge                   | Superliga              | 20        | 10                                  |              |              |                    |                    |            |            |          |          |
| 1993-94                | Køge                   | Superliga              | 33        | 27                                  |              |              |                    |                    |            |            |          |          |
| Hollandia              | Hollandia              | Hollandia              | Bajnokság | Bajnokság                           | KNVB Cup     | KNVB Cup     | Ligakupa           | Ligakupa           | Európa     | Európa     | Összesen | Összesen |
| 1994-95                | Heerenveen             | Eredivisie             | 16        | 5                                   |              |              |                    |                    |            |            |          |          |
| 1995-96                | Heerenveen             | Eredivisie             | 30        | 14                                  |              |              |                    |                    |            |            |          |          |
| 1996-97                | Heerenveen             | Eredivisie             | 32        | 18                                  |              |              |                    |                    |            |            |          |          |
| Anglia                 | Anglia                 | Anglia                 | Bajnokság | Bajnokság                           | FA-kupa      | FA-kupa      | League Cup         | League Cup         | Európa     | Európa     | Összesen | Összesen |
| 1997-98                | Newcastle United       | Premier League         | 23        | 3                                   |              |              |                    |                    |            |            |          |          |
| Hollandia              | Hollandia              | Hollandia              | Bajnokság | Bajnokság                           | KNVB Cup     | KNVB Cup     | Ligakupa           | Ligakupa           | Európa     | Európa     | Összesen | Összesen |
| 1998-99                | Feyenoord              | Eredivisie             | 33        | 13                                  |              |              |                    |                    |            |            |          |          |
| 1999-00                | Feyenoord              | Eredivisie             | 28        | 10                                  |              |              |                    |                    |            |            |          |          |
| 2000-01                | Feyenoord              | Eredivisie             | 31        | 15                                  |              |              |                    |                    |            |            |          |          |
| 2001-02                | Feyenoord              | Eredivisie             | 30        | 17                                  |              |              |                    |                    |            |            |          |          |
| Olaszország            | Olaszország            | Olaszország            | Bajnokság | Bajnokság                           | Coppa Italia | Coppa Italia | Ligakupa           | Ligakupa           | Európa     | Európa     | Összesen | Összesen |
| 2002-03                | Milan                  | Serie A                | 35        | 31                                  |              |              |                    |                    |            |            |          |          |
| 2003-04                | Milan                  | Serie A                | 30        | 12                                  |              |              |                    |                    |            |            |          |          |
| 2004-05                | Milan                  | Serie A                | 30        | 15                                  |              |              |                    |                    |            |            |          |          |
| Németország            | Németország            | Németország            | Bajnokság | Bajnokság                           | DFB-Pokal    | DFB-Pokal    | Premiere Ligapokal | Premiere Ligapokal | Európa     | Európa     | Összesen | Összesen |
| 2005-06                | Stuttgart              | Bundesliga             | 26        | 8                                   |              |              |                    |                    |            |            |          |          |
| 2006-07                | Stuttgart              | Bundesliga             | 4         | 0                                   |              |              |                    |                    |            |            |          |          |
| Spanyolország          | Spanyolország          | Spanyolország          | Bajnokság | Bajnokság                           | Copa del Rey | Copa del Rey | Copa de la Liga    | Copa de la Liga    | Európa     | Európa     | Összesen | Összesen |
| 2006-07                | Villarreal             | La Liga                | 11        | 4                                   |              |              |                    |                    |            |            |          |          |
| 2007-08                | Villarreal             | La Liga                | 25        | 3                                   |              |              |                    |                    |            |            |          |          |
| Hollandia              | Hollandia              | Hollandia              | Bajnokság | Bajnokság                           | KNVB Cup     | KNVB Cup     | Ligakupa           | Ligakupa           | Európa     | Európa     | Összesen | Összesen |
| 2008-09                | Feyenoord              | Eredivisie             | 13        | 9                                   |              |              |                    |                    |            |            |          |          |
| 2009-10                | Feyenoord              | Eredivisie             | 17        | 8                                   |              |              |                    |                    |            |            |          |          |
| Összesen               | Dánia                  | Dánia                  | 55        | 37\|\|\|\|\|\|\|\|\|\|\|\|\|\|\|\|  |              |              |                    |                    |            |            |          |          |
| Összesen               | Hollandia              | Hollandia              | 228       | 107\|\|\|\|\|\|\|\|\|\|\|\|\|\|\|\| |              |              |                    |                    |            |            |          |          |
| Összesen               | Anglia                 | Anglia                 | 23        | 3\|\|\|\|\|\|\|\|\|\|\|\|\|\|\|\|   |              |              |                    |                    |            |            |          |          |
| Összesen               | Olaszország            | Olaszország            | 76        | 22\|\|\|\|\|\|\|\|\|\|\|\|\|\|\|\|  |              |              |                    |                    |            |            |          |          |
| Összesen               | Németország            | Németország            | 30        | 8\|\|\|\|\|\|\|\|\|\|\|\|\|\|\|\|   |              |              |                    |                    |            |            |          |          |
| Összesen               | Spanyolország          | Spanyolország          | 36        | 7\|\|\|\|\|\|\|\|\|\|\|\|\|\|\|\|   |              |              |                    |                    |            |            |          |          |
| Karrierje összesen     | Karrierje összesen     | Karrierje összesen     | 448       | 184\|\|\|\|\|\|\|\|\|\|\|\|\|\|\|\| |              |              |                    |                    |            |            |          |          |

### Válogatott góljai
| #  | Időpont    | Helyszín             | Ellenfél      | Állás | Végeredmény  | Kiírás           |
| -- | ---------- | -------------------- | ------------- | ----- | ------------ | ---------------- |
| 1  | 1999-06-09 | Liverpool, Anglia    | Wales         | 1–0   | 2–0          | Eb-selejtező     |
| 2  | 1999-09-04 | Koppenhága, Dánia    | Svájc         | 2–1   | 2–1          | Eb-selejtező     |
| 3  | 1999-09-08 | Nápoly, Olaszország  | Olaszország   | 3–2   | 3–2          | Eb-selejtező     |
| 4  | 1999-11-13 | Tel-Aviv, Izrael     | Izrael        | 1–0   | 5–0          | Eb-selejtező     |
| 5  | 1999-11-13 | Tel-Aviv, Izrael     | Izrael        | 2–0   | 5–0          | Eb-selejtező     |
| 6  | 1999-11-17 | Koppenhága, Dánia    | Izrael        | 3–0   | 3–0          | Eb-selejtező     |
| 7  | 2000-03-29 | Leiria, Portugália   | Portugália    | 1–0   | 1–2          | Barátságos       |
| 8  | 2000-06-03 | Koppenhága, Dánia    | Belgium       | 1–0   | 2–2          | Barátságos       |
| 9  | 2000-09-02 | Reykjavík, Izland    | Izland        | 1–1   | 2–1          | Vb-selejtező     |
| 10 | 2001-05-25 | Koppenhága, Dánia    | Szlovénia     | 2–0   | 3–0          | Barátságos       |
| 11 | 2001-06-02 | Koppenhága, Dánia    | Csehország    | 2–1   | 2–1          | Vb-selejtező     |
| 12 | 2001-09-05 | Szófia, Bulgária     | Bulgária      | 1–0   | 2–0          | Vb-selejtező     |
| 13 | 2001-09-05 | Szófia, Bulgária     | Bulgária      | 2–0   | 2–0          | Vb-selejtező     |
| 14 | 2002-04-17 | Koppenhága, Dánia    | Izrael        | 2–0   | 3–1          | Barátságos       |
| 15 | 2002-05-17 | Koppenhága, Dánia    | Kamerun       | 2–0   | 2–1          | Barátságos       |
| 16 | 2002-06-01 | Ulsan, Dél-Korea     | Uruguay       | 1–0   | 2–1          | Világbajnokság   |
| 17 | 2002-06-01 | Ulsan, Dél-Korea     | Uruguay       | 2–1   | 2–1          | Világbajnokság   |
| 18 | 2002-06-06 | Daegu, Dél-Korea     | Szenegál      | 1–0   | 1–1          | Világbajnokság   |
| 19 | 2002-06-11 | Incheon, Dél-Korea   | Franciaország | 2–0   | 2–0          | Világbajnokság   |
| 20 | 2002-09-07 | Oslo, Norvégia       | Norvégia      | 1–0   | 2–2          | Eb-selejtező     |
| 21 | 2002-09-07 | Oslo, Norvégia       | Norvégia      | 2–1   | 2–2          | Eb-selejtező     |
| 22 | 2002-10-12 | Koppenhága, Dánia    | Luxemburg     | 1–0   | 2–0          | Eb-selejtező     |
| 23 | 2002-11-20 | Koppenhága, Dánia    | Lengyelország | 1–0   | 2–0          | Barátságos       |
| 24 | 2003-02-12 | Kairó, Egyiptom      | Egyiptom      | 2–1   | 4–1          | Barátságos       |
| 25 | 2003-03-29 | Bukarest, Románia    | Románia       | 3–2   | 5–2          | Eb-selejtező     |
| 26 | 2003-09-10 | Koppenhága, Dánia    | Románia       | 1–0   | 2–2          | Eb-selejtező     |
| 27 | 2003-11-16 | Manchester, Anglia   | Anglia        | 3–2   | 3–2          | Barátságos       |
| 28 | 2004-05-30 | Tallinn, Észtország  | Észtország    | 1–0   | 2–2          | Barátságos       |
| 29 | 2004-06-18 | Braga, Portugália    | Bulgária      | 1–0   | 2–0          | Európa-bajnokság |
| 30 | 2004-06-22 | Porto, Portugália    | Svédország    | 1–0   | 2–2          | Európa-bajnokság |
| 31 | 2004-06-22 | Porto, Portugália    | Svédország    | 2–1   | 2–2          | Európa-bajnokság |
| 32 | 2004-10-09 | Tirana, Albánia      | Albánia       | 2–0   | 2–0          | Vb-selejtező     |
| 33 | 2004-10-13 | Koppenhága, Dánia    | Törökország   | 1–0   | 1–1          | Vb-selejtező     |
| 34 | 2004-11-17 | Tbiliszi, Grúzia     | Grúzia        | 1–0   | 2–2          | Vb-selejtező     |
| 35 | 2004-11-17 | Tbiliszi, Grúzia     | Grúzia        | 2–1   | 2–2          | Vb-selejtező     |
| 36 | 2005-08-17 | Koppenhága, Dánia    | Anglia        | 2–0   | 4–1          | Barátságos       |
| 37 | 2005-09-07 | Koppenhága, Dánia    | Grúzia        | 4–1   | 6–1          | Vb-selejtező     |
| 38 | 2005-10-12 | Almati, Kazahsztán   | Kazahsztán    | 2–0   | 2–1          | Vb-selejtező     |
| 39 | 2006-05-27 | Aarhus, Dánia        | Paraguay      | 1–1   | 1–1          | Barátságos       |
| 40 | 2006-09-01 | Brøndby, Dánia       | Portugália    | 1–0   | 4–2          | Barátságos       |
| 41 | 2006-09-06 | Reykjavík, Izland    | Izland        | 2–0   | 2–0          | Eb-selejtező     |
| 42 | 2006-10-11 | Vaduz, Liechtenstein | Liechtenstein | 3–0   | 4–0          | Eb-selejtező     |
| 43 | 2006-10-11 | Vaduz, Liechtenstein | Liechtenstein | 4–0   | 4–0          | Eb-selejtező     |
| 44 | 2007-02-06 | London, Anglia       | Ausztrália    | 1–0   | 3–1          | Barátságos       |
| 45 | 2007-02-06 | London, Anglia       | Ausztrália    | 3–0   | 3–1          | Barátságos       |
| 46 | 2007-06-02 | Koppenhága, Dánia    | Svédország    | 2–3   | félbeszakadt | Eb-selejtező     |
| 47 | 2007-09-12 | Aarhus, Dánia        | Liechtenstein | 3–0   | 4–0          | Eb-selejtező     |
| 48 | 2007-10-13 | Aarhus, Dánia        | Spanyolország | 1–2   | 1–3          | Eb-selejtező     |
| 49 | 2007-10-17 | Koppenhága, Dánia    | Lettország    | 1–0   | 3–1          | Eb-selejtező     |
| 50 | 2007-11-21 | Koppenhága, Dánia    | Izland        | 2–0   | 3–0          | Eb-selejtező     |
| 51 | 2008-02-06 | Celje, Szlovénia     | Szlovénia     | 1–0   | 2–1          | Barátságos       |

## Sikerei, díjai

### Játékosként
- Feyenoord:
  - Bajnok: 1998-99
  - Szuperkupa-győztes: 1999
  - UEFA-kupa-győztes: 2001-02
- AC Milan:
  - Bajnok: 2003-04
  - Kupagyőztes: 2002-03
  - Szuperkupa-győztes: 2004
  - BL-győztes: 2002-03

### Menedzserként
- Malmö FF:
  - Allsvenskan: 2020, 2021

### Egyéni
- Az év 19 éven aluli dán labdarúgója: 1994
- Az év hollandiai labdarúgó tehetsége: 1996
- Az év dán labdarúgója: 2002, 2004
- Labdarúgó-világbajnokság – Bronzcipő: 2002
- Labdarúgó-Európa-bajnokság – All-Star csapat tagja: 2004
- Dán harmadosztály – Gólkirálya: 1994–95
- Az év Allsvenskan menedzsere: 2020